# Paisij Chilendarski
Paisij Chilendarski, (kyr. Паисий Хилендарски), Paisij av Chilendar, även Pagisios Chiliandar, tros vara född i Dospej utanför Samokov, Kralev Dol eller Bansko i Makedonien, 1722, död 1773, ses av många bulgarer som förfader till den bulgariska renässansen, munk och historiker.
Paisij Chilendarski föddes i det Osmanska Bulgarien, och blev munk vid klostret Chilendar på Athos 1745. Han är känd för sitt historieverk Istorija Slavjanobolgarskaja eller История славеноболгарская ("Den slavisk-bulgariska historien") från 1762 som markerar den nationella renässansens början i Bulgarien. Detta verk var det första som skrevs på det bulgariska språket, och räknas ännu ha ett relativt gott källvärde, dock med luckor och vissa sakfel. Förordet är i stilistiskt hänseende ålderdomligt nationalistiskt med direkta invokationer till det bulgariska folket att vara stolta över sitt ursprung, sina namn och sitt språk. Han förespråkar även revolt mot grekerna, i synnerhet att i kulturellt avseende kämpa emot assimileringen av den grekiska kulturen (jfr millet).
Istorija Slavjanobolgarskaja lär ha tillkommit efter en rad dispyter med några serbiska och grekiska munkar om Bulgariens historia, vilket föranledde ett för tiden enormt förarbete med resor till olika bibliotek och kloster där han sökte i handskrifterna efter information. När historieverket skrevs hade Bulgarien i fyrahundra år varit inlemmat i det Osmanska riket. Den bulgariska kulturen var nästan utplånad, en vanlig strategi av erövrare för att krossa motstånd. De enda utbildningsmöjligheterna för bulgarerna var antingen inom den grekisk-ortodoxa kyrkan eller genom islam. Trots att boktryckarkonsten sedan länge var uppfunnen kunde alltså inte historieverket tryckas förrän 1844, och då i Budapest. Verket spreds dittills genom avskrifter för hand.
Paisij Chilendarskij räknas som en av de stora frihetshjältarna i Bulgariens historia, och kallas ofta Fader Paisij, och till och med Sankt Paisij. Paisij är avporträtterad på 2 levs-sedeln. Universitetet i Plovdiv är uppkallat efter honom och likaså ett av den bulgariska regeringens förnämsta förtjänsttecken.